# Julian Talko-Hryncewicz
Julian Talko-Hryncewicz herbu Iłgowski (ur. 12 sierpnia 1850 w Rukszanach, zm. 26 kwietnia 1936 w Krakowie) – polski lekarz, antropolog i etnograf, archeolog amator, badacz Syberii, profesor Uniwersytetu Wileńskiego i Jagiellońskiego, członek Akademii Umiejętności i Polskiej Akademii Umiejętności, członek Towarzystwa Historycznego we Lwowie.

## Pochodzenie i lata nauki
Urodził się w folwarku Rukszany pow. trocki, w polskiej szlacheckiej rodzinie Dominika Jana (ur. 1803), lekarza, i Leokadii z Fischerów. Ponieważ małżeństwo rodziców rychło się rozpadło, wychowaniem chłopca zajęli się rodzice matki Adam (zm. 1896) i Domicella z Dworzeckich (zm. 1873) Fiszerowie. Rozpoczętą w Kownie naukę w gimnazjum ukończył w Petersburgu. W 1870 rozpoczął studia medyczne w Akademii Medyko-Chirurgicznej  w Warszawie, zdecydował przenieść się na studia medyczne w Kijowie i ukończył je w 1876. Jego dziadkami ze strony ojca byli Jan Ludwik Talko-Hryncewicz (ur. ok. 1750, zm. 1807) i Krystyna z Karpiów h. wł.. Pradziadkami byli Franciszek Talko-Hryncewicz i Ludwika z Kwintów h. Dryja, córka Antoniego „Prewysz” Kwinta.

## Droga życiowa i zawodowa

### Europa Zachodnia i Ukraina
Po ukończeniu studiów podjął pracę w charakterze lekarza praktyka w niewielkiej, liczącej wówczas 12 tysięcy mieszkańców, miejscowości Zwinogródka w guberni kijowskiej. Pragnąc pogłębić swoją wiedzę ogólnomedyczną, wyjechał na przełomie lat 1876–1877 za granicę, odwiedzając liczne ośrodki medyczne we Francji, w Niemczech i w Austro-Węgrzech. Będąc w Paryżu zainteresował się antropologią, słuchając wykładów Paula Broki. Po powrocie do Zwinogródki, gdzie w sumie pracowało 4 lekarzy, Talko-Hryncewicz prowadził praktykę lekarską o bardzo szerokim profilu, w której przeważały przypadki chorób zakaźnych występujące endemicznie i epidemicznie. Nie odpowiadała mu jednak praca lekarza prowincjonalnego. Jednocześnie zorientował się, że intelektualne zainteresowania skłaniają go do podjęcia prac badawczych w zakresie antropologii.
Ujawniła się w nim również w tym okresie pasja archeologiczna – powodowany ciekawością zwrócił uwagę na kurhany w okolicy Ryżanówki, które rozkopał i przebadał. Jego prace wykopaliskowe przy Wielkim Kurhanie Ryżanowskim w 1884 nie przyniosły początkowo efektu, ale z czasem pozostawiony przez niego wykop uległ obsunięciu, ujawniając wejście do komory grobowej, w której spoczywały szczątki scytyjskiej księżniczki. Dalsze prace wykopaliskowe prowadził już, wezwany z Krakowa przez Talko-Hryncewicza, zawodowy archeolog Gotfryd Ossowski. Talko-Hryncewicz brał jednak udział w tych badaniach, przeprowadzając analizę szczątków, odnalezionych w grobowcu.

### Syberia i Mongolia
Jego zainteresowania antropologią oraz kłopoty finansowe skłoniły go w końcu do opuszczenia Ukrainy i wyjazdu na Syberię, gdzie zarobki podejmujących dobrowolnie pracę lekarzy były bardzo wysokie. Osiedlił się wraz z poślubioną tuż przed wyjazdem na Syberię w 1891, żoną Krystyną z Szabuniewiczów, w małej, liczącej 8 tysięcy mieszkańców, miejscowości Troickosawsk przy granicy z Mongolią, otrzymując posadę lekarza okręgowego. Do jego zadań, oprócz obowiązków diagnostyczno-terapeutycznych, należały czynności eksperckie i sądowo-lekarskie w różnych komisjach sanitarnych oraz wykonywanie sekcji zwłok. Na podległym jego kompetencjom terenie zamieszkiwało około 70 tysięcy osób i pracowało w sumie 11 lekarzy. Prowadził też tam badania etnograficzne i antropologiczne oraz był organizatorem miejscowego życia naukowego. Należał do założycieli lokalnego oddziału Rosyjskiego Towarzystwa Geograficznego w Troickosawsku i przez cały okres pobytu w tym mieście był inspiratorem różnych przedsięwziąć naukowych. Z jego inicjatywy powstało miejscowe muzeum, biblioteka naukowa, założono lokalne wydawnictwo Prace Troicko-Kiachtańskiej Sekcji Nadamurskiego Oddziału Imperatorskiego Rosyjskiego Towarzystwa Geograficznego, na którego łamach publikował swoje prace antropologiczne. Były one rezultatem jego własnych obserwacji terenowych, pogłębionych lekturą literatury przedmiotu. Dał w nich wszechstronny obraz organizacji społecznej, historii, bytu i religii Buriatów, Ewenków, Chałchasów. Wiele pisał o kontaktach rosyjsko-chińskich, o wzajemnych przenikaniu się ras i dyfuzji kulturowej tego pogranicza.
W 1899 Talko-Hryncewicz oddelegowany został do stolicy Mongolii, Urgi, w celu zwalczania szerzącej się epidemii dżumy. Jego zasługą było stwierdzenie, że głównymi przenosicielami choroby na terenie objętym epidemią są gryzonie – tarbagany.

### Kraków, Petersburg, Kijów
W 1908, po 16 latach praktyki, Julian Talko-Hryncewicz opuścił Syberię i przeniósł się do Krakowa, obejmując Katedrę Antropologii na Uniwersytecie Jagiellońskim. W 1911 był współzałożycielem i autorem koncepcji naukowej Muzeum Etnograficznego w Krakowie. W czasie I wojny światowej znalazł się ponownie w Rosji, gdzie w 1915 powierzono mu zorganizowanie lazaretu nr 243 w Petersburgu dla żołnierzy Buriatów, walczących na froncie. Lazaretem kierował przez 2 lata. W 1917 roku przybył do Kijowa i prowadził wykłady z antropologii w Polskim Uniwersyteckim Kolegium.

### W niepodległej Polsce
W niepodległej Polsce zorganizował Zakład Antropologii na Uniwersytecie Stefana Batorego w Wilnie oraz objął ponownie kierownictwo Katedry Antropologii na Uniwersytecie Jagiellońskim, gdzie pracował do 1932. W 1926 został uhonorowany godnością doktora honoris causa Uniwersytetu Jagiellońskiego. Polska Akademia Umiejętności w 1927 roku obdarzyła go godnością czynnego członka. Pochowany na cmentarzu Rakowickim w Krakowie (kwatera HE-płn-2).

## Dorobek naukowy
Na dorobek naukowy Juliana Talko-Hryncewicza z zakresu medycyny złożyły się liczne publikacje w czasopismach medycznych – „Medycynie”, „Gazecie Lekarskiej” i „Przeglądzie Lekarskim”. Ich treść dotyczyła prezentacji różnych schorzeń oraz własnych doświadczeń terapeutycznych autora z okresu pracy na Ukrainie. Publikacjami medycznymi były jego Listy z zachodniego kraju o stosunkach lekarskich i stanie zdrowotnym prowincji oraz Korespondencje ze Zwinogródki. W 1890 opublikował pracę o kołtunie. Za czołowe dzieło uważna jest książka pt. Zarysy lecznictwa ludowego na Rusi południowej, wydana w Krakowie w 1893. Poprzedziły ją artykuły w języku rosyjskim zamieszczone w czasopismach „Ziemskij Wracz” i „Wiestnik Jewropy”.
Pobyt na Syberii rozbudził zainteresowania Talko-Hryncewicza medycyną tybetańską czego wynikiem była publikacja „Kilka słów o medycynie tybetańskiej i jej stosunku do folkloru” z 1898. W następstwie wyprawy do Mongolii opublikował w języku rosyjskim „O czumnych zaboliewaniach w Mongolii”. Po powrocie do Polski ukazała się obszerna publikacja na łamach „Przeglądu Lekarskiego” (1904 i 1914) pt. Antropologia i jej stosunek do medycyny oraz Antropologia i medycyna.
W porównaniu z olbrzymim dorobkiem piśmienniczym z dziedziny antropologii, opublikowane prace o charakterze ściśle medycznym stanowią niewielką, ale znaczącą część działalności naukowej Juliana Talko-Hryncewicza.
Pozostawił także po sobie dwa pamiętniki: Z przeżytych dni 1850–1908 oraz Wspomnienia z lat ostatnich 1908–1932.

## Ordery i odznaczenia
- Krzyż Komandorski Orderu Odrodzenia Polski (9 listopada 1926)[8]